# Michelle Wu
Michelle Wu (en xinès, 吳弭; Chicago, 14 de gener de 1985) és una advocada i política estatunidenca que exerceix com a alcaldessa de Boston des de 2021. És membre del Partit Demòcrata. Filla d'immigrants taiwanesos, va ser la primera dona estatunidenca asiàtica que va servir a l'Ajuntament de Boston. Va ser escollida per primera vegada el 2013 i va exercir des del 2014 fins al 2021, incloent-hi un període com a presidenta del consell del 2016 al 2018. Wu va ser elegida alcaldessa el 2021, amb el 64% dels vots, tot convertint-se en la primera dona, primera persona de color i la primera estatunidenca asiàtica escollida com a alcaldessa de Boston.
Wu és considerada un progressista polític i mentoritzada per Elizabeth Warren. Warren va ser una de les professores de Wu a la facultat de dret. Més tard, Wu va treballar a la campanya de Warren del 2012 al Senat dels Estats Units.
A l'Ajuntament de Boston, Wu ha escrit diverses ordenances que han promulgat diversos aspectes: impedir que la ciutat contracti asseguradores de salut que discriminen en la seva cobertura contra persones transgènere, protegir els aiguamolls, donar suport a l'adaptació al canvi climàtic, prohibir les bosses de plàstic, adoptar l'Ampliació d'Opcions Comunitàries, i preveure un permís parental retribuït als empleats municipals. També va participar en un intent reeixit per regular els lloguers a curt termini.
Wu ha defensat la reforma del sistema de permisos i la zonificació de la ciutat, inclosa l'abolició de l'Agència de Planificació i Desenvolupament de Boston, que segons ella estava massa polititzada i era poc transparent. També ha defensat el transport públic sense tarifes i un "New Deal verd" municipal per a Boston. Wu s'ha pronunciat a favor de desmilitaritzar el Departament de Policia de Boston i establir un sistema de resposta a crisis de seguretat comunitàries desarmades, que assumiria la responsabilitat de les trucades no violentes del 9-1-1.